# Saut en hauteur masculin aux championnats du monde d'athlétisme en salle 2018
Pour un article plus général, voir Championnats du monde d'athlétisme en salle 2018.
Navigation
2016 2022
Le concours de saut en hauteur masculin des championnats du monde d'athlétisme en salle de 2018 se déroule le 1er mars 2018 à la Barclaycard Arena de Birmingham, 2e ville  du Royaume-Uni, après que les championnats outdoor précédents ont eu lieu à Londres (photo en médaillon).

## Engagés
11 athlètes participent à l'épreuve du saut en hauteur, sans l'Italien tenant du titre en salle Gianmarco Tamberi :
- Mutaz Essa Barshim, médaillé d'or à Londres en 2017
- Danil Lysenko, 2e à Londres
- Sylwester Bednarek
- Erik Kynard
- Donald Thomas
- Jamal Wilson
- Maksim Nedasekau
- Wang Yu
- Robert Grabarz
- Mateusz Przybylko
- Tihomir Ivanov

## Résultats
La finale débute à 18 heures 45, heure locale (19 heures 45 en France).
Les 1er et 2e intervertissent leurs classements de Londres 2017 mais Danil Lysenko améliore la précédente performance de Mutaz Essa Barshim d'un centimètre.
| Rang               | Nom                | Nationalité          | 2.20 m | 2.25 m | 2.29 m | 2.33 m | 2.36 m | Marque | Notes |
| ------------------ | ------------------ | -------------------- | ------ | ------ | ------ | ------ | ------ | ------ | ----- |
| Médaille d'or      | Danil Lysenko      | Athlète neutre agréé | o      | o      | o      | o      | xxo    | 2.36 m |       |
| Médaille d'argent  | Mutaz Essa Barshim | Qatar                | o      | o      | o      | o      | xxx    | 2.33 m |       |
| Médaille de bronze | Mateusz Przybylko  | Allemagne            | xo     | xxo    | xo     | xxx    |        | 2.29 m |       |
| 4                  | Erik Kynard        | États-Unis           | o      | o      | xxo    | xxx    |        | 2.29 m |       |
| 5                  | Sylwester Bednarek | Pologne              | xo     | o      | xxx    |        |        | 2.25 m |       |
| 6                  | Wang Yu            | Chine                | o      | xxx    |        |        |        | 2.20 m |       |
| 6                  | Donald Thomas      | Bahamas              | o      | xxx    |        |        |        | 2.20 m |       |
| 6                  | Maksim Nedasekau   | Biélorussie          | o      | xxx    |        |        |        | 2.20 m |       |
| 9                  | Tihomir Ivanov     | Bulgarie             | xxo    | xxx    |        |        |        | 2.20 m |       |
| 9                  | Jamal Wilson       | Bahamas              | xxo    | xxx    |        |        |        | 2.20 m |       |
| 9                  | Robbie Grabarz     | Royaume-Uni          | xxo    | xxx    |        |        |        | 2.20 m |       |

## Légende
m : mètres
Records et Performances
- AR : Record continental (area record)
- CR : Record des championnats (championship record)
- MR : Record du meeting (meet record)
- NR : Record national (national record)
- OR : Record olympique (olympic record)
- PR : Record paralympique (paralympic record)
- PB : Record personnel (personal best)
- SB : Meilleure performance personnelle de la saison (season's best)
- WL : Meilleure performance mondiale de l'année (world leader)
- WJR : Record du monde junior (world junior record)
- WR : Record du monde (world record)

Circonstances et Conditions
- DNF : N'a pas terminé (did not finish)
- DNS : N'a pas pris le départ (did not start)
- DQ : Disqualification (disqualification)
- NM : Aucun essai valable enregistré (No Mark)
- Q : Qualifié « directement » au prochain tour (ou à la prochaine compétition), lors d'une compétition majeure, grâce au classement ou à la réalisation des minima (automatic qualifier)
- q : Qualifié au prochain tour (ou à la prochaine compétition), lors d'une compétition majeure, grâce au repêchage ou à la réalisation de l'une des meilleures performances parmi celles des « non qualifiés directement » (grâce au meilleur temps ou à la meilleure distance par exemple) (secondary qualifier)